# Eurya fragilis
Eurya fragilis är en tvåhjärtbladig växtart som beskrevs av W.R. Barker. Eurya fragilis ingår i släktet Eurya och familjen Pentaphylacaceae. Inga underarter finns listade i Catalogue of Life.